# 匈牙利國家男子手球隊
匈牙利國家男子手球隊是匈牙利的國家男子手球隊，由匈牙利手球聯盟（MKSZ）管理。匈牙利是歐洲手球強隊，在奧運會上五次進入。近年匈牙利在2004年和2012年奧運會手球比賽上都打入四強。匈牙利還在1986年手球世界錦標賽奪得銀牌，在1997年手球世界錦標賽奪得第四名。